# تلبيسة
تقع مدينة تلبيسة إلى الشمال من مدينة حمص في سورية على الطريق الدولي الذي يخترق سورية من الشمال إلى الجنوب، وهو طريق القوافل القديم تبعد تلبيسة عن حمص 13 كيلو متراً، وعن الرستن بحدود 10 كم تقريبا، وكانت المستنقعات تحيط بها من جهاتها الثلاث: الجنوب والغرب والشمال، وقد ابتعد عنها طريق القوافل إلى جهة الغرب بحدود مئتي متر متجنباً المستنقعات الواسعة، وفي بعض السنوات المطيرة كانت تشكّل برك مياه غربي الطريق على شكل بحيرة ضحلة، وهذا يعني أن القوافل كانت تجتاز طريقاً ضيقاً شبيهاً بالمضيق، مما كان يغري اللصوص وقطاع الطرق بالإغارة على القوافل تسلب وتنهب، وتفر هاربة، وهذا ما دعا بعضهم إلى إطلاق تسمية «تل الحرامية» على التل الذي كان خالياً من السكان تماماً.
تحتل مدينة تلبيسة المرتبة الرابعة في قائمة مدن محافظة حمص يعد تدمر والقصير والرستن، وقد بلغ عدد سكان المدينة دون قراها بحسب إحصاء 2004 ميلادية 30,796 نسمة، يزيد عدد سكانها اليوم عن 60 ألف نسمة.

## أهميتها
إن مجاورتها للمدن الهامة التي لعبت دوراً متميزاً في تاريخ سوريا القديم يدفع إلى الاعتقاد بأنها لا بد أن تكون قد ساهمت في مثل هذا الدور بشكل أو بآخر، وبالافتراض بأن تلبيسة هي أبزو فإن أرشيف إيبلا- كما أسلفنا- أفاد بأن هذه المدينة كانت شاهدة على المعاهدة بين المصريين ومدينة قادش، وما عدا ذلك فإن الفترة الطويلة بين انتهاء المد الحثي وظهور المسيحية، فترة فقيرة جداً بالمعلومات، إلا أن ذلك لا يعني أن تلبيسة كانت غير موجودة على المسرح التاريخي، وإن الآثار التي عثر عليها في القلعة وما حولها تؤكد عدم انقطاع التسلسل التاريخي للمدينة، فقد تم العثور على آثار آشورية وآرامية وكتابات مبعثرة هنا وهناك، أما الآثار اليونانية فإنها موجودة بكثرة، وتبدو واضحة في شواهد القبور، وكذلك الأمر في الآثار الرومانية فهي ترى في كل مكان تقريباً خاصة الأقنية التي كانت تنقل المياه العذبة إلى العديد من الجهات، كقلعة الرستن، مما يدل على غنى تلبيسة بالمياه في ذلك العصر .

## دورها التاريخي
وكانت أراضيها الفسيحة ساحة قتال في المعارك الطاحنة بين الجيوش الزاحفة من الشمال للاستيلاء على حمص، وبين الجيوش المدافعة عنها، معركة بين جيوش زنوبيا والرومان دارت على السهل الممتد بين حمص وتلبيسة عام 272م، وكأن سهول تلبيسة الفسيحة قد تحولت إلى ساحات حرب كلما تعرضت حمص لخطر قادم من الشمال، فقد تصدى لهجوم التتار كلٌ من الأشرف موسى صاحب حمص، والمنصور صاحب حماة في عام 656هـ الموافق 1260م على سهول تلبيسة، وألحقوا بالتتار هزيمة شنيعة فانكسروا وردوا على أعقابهم كما أن هذه السهول كانت مكاناً مفضلاً لدى قادة الجيوش الفتح الإسلامي لإعادة تنظيمها وتأهيلها لإتمام واستكمال عمليات الفتح.
وفي تلبيسة بنى سور حول التل، مما دعي لاحقاً بقلعة تلبيسة، وهناك من يرجع بناء قلعة تلبيسة لأسباب تتعلق بحفظ الأمن ولحماية قوافل الحج المتجهة من الأراضي العثمانية (تركيا حالياً) إلى الحجاز حيث كانت تلبيسة طريق للحج، وكثيراً ما تعرضت تلك القوافل لغارات البدو، وأدت إحدى هذه الغارات إلى مقتل الوزير عبد الرحيم العظم وقائده في إحدى المعارك معهم، فغارات البدو آنذاك كانت تقض مضاجع الحكومة ناشرةً الفوضى وقاطعةً الطرقات، تسلب وتنهب ثم تفر عائدةً إلى مضاربها في الصحراء، حاملةً معها مغانمها، ومن أجل هذا بنيت قلعة تلبيسة.

## التعليم في تلبيسة
وقد دخل التعليم الرسمي إلى تلبيسة منذ عام 1928 عندما تم إحداث مدرسة ابتدائية تستوعب ثلاثة صفوف، ولم تستكمل صفوفها الخمسة إلا في عام 1951م، وعندما قامت ثورة آذار كان فيها مدرستان ابتدائيتان وإعدادية خاصة، أما الآن فيبلغ عدد المدارس في مرحلة التعليم الأساسي في الحلقتين الأولى والثانية بحدود اثنتي عشرة مدرسة، وثلاث مدارس ثانوية عامة اثنتان للإناث، وواحدة للذكور، وثانوية للتعليم المهني. وبينما كان عدد طلاب الصف الخامس الابتدائي في عام 1954م سبعة طلاب، نجح منهم أربعة في الامتحان النهائي، بينما ينوف عدد الطلاب الآن عن عشرة آلاف طالب في تلبيسة وحدها، وأول طالب حصل على الشهادة الابتدائية هو عبد الرحمن سليم طه عام 1947م، بينما يبلغ عدد من يحمل شهادة الدكتوراه في جميع الفروع فيها الآن العشرات، منهم عدد من أساتذة الجامعات السورية.

## المرافق العامة
وفي تلبيسة الآن مركز ثقافي أحدث في عام 1995م، ويقوم بممارسة نشاطه في نشر الثقافة عن طريق المحاضرات، وتنظيم الندوات، واستقبال الدارسين والمهتمين بالمراجع والكتب العلمية، وقامت وزارة الثقافة بافتتاح مركز ثقافي ضخم في عام 2010 بلغ كلفته أكثر من 40 مليون ليرة سورية .
ويوجد في تلبيسة ما يزيد على خمسة عشر مسجداً تزينها مآذن رشيقة، كما أُحدث فيها مركز صحي في عام 1959م يقدم خدماته الصحية لجميع المواطنين، وتم إحداث مركز للتوليد الطبيعي فيها مؤخراً يقدم خدماته على مدار اليوم، ويوجد فيها أيضاً فرع لجمعية البر والخدمات الاجتماعية يقدم خدماته الصحية والاجتماعية للمواطنين .كما أحدث بناء العيادات الشاملة الذي يتميز بخدماته الطبية لجميع الحالات التطبيبية وذلك في مطلع عام 2011 .

## الخدمات في المدينة
وقد تم إحداث بلدية في تلبيسة منذ عام 1939م، وتعتبر من أقدم البلديات المحدثة في ريف المحافظة، وقامت في بداية تأسيسها بتقديم الخدمات للمواطنين من رصف الشوارع بالحجارة، وإنارة شوارعها بمصابيح الكاز، وقد شملها قانون الإدارة المحلية، وجرت فيها أول انتخابات في عام 1983م، وفي عام 1987م تم إطلاق اسم مدينة عليها بموجب المرسوم رقم 9 تاريخ 19/2/1987م.